# Jensen-Healey
Der Jensen-Healey ist ein offener Sportwagen, der zwischen Frühjahr 1972 und Mitte 1976 von der britischen Automobilmanufaktur Jensen Motors hergestellt wurde. Insgesamt verließen mehr als 10.000 Fahrzeuge das Werk in West Bromwich. Er ergänzte als preisgünstigeres Modell die exklusiven Sportwagen der Interceptor-Baureihe, die Jensen zwischen 1966 und 1976 baute.

## Geschichte
Jensen hatte von 1959 bis 1967 etwa 10.000 Karosserien für den Austin Healey 3000 hergestellt; damit war das Karosseriewerk über Jahre gut ausgelastet gewesen. Nach der Produktionseinstellung des 3000 hatte Jensen zunächst versucht, die frei gewordenen Kapazitäten durch den selbst entwickelten Jensen P66 auszulasten; das formal als nicht überzeugend empfundene Auto ging indes nicht in Serie. Stattdessen konzentrierte sich Jensen auf die Produktion des deutlich größeren Interceptor. In den späten 1960er-Jahren war der amerikanische Jensen-Importeur Kjell Qvale auf der Suche nach einem Nachfolger für den Austin-Healey 3000, der sich in den USA hervorragend verkauft hatte. Nach Verhandlungen mit Donald Mitchell Healey und Jensen Motors stieg Kjell Qvale als Anteilseigner bei Jensen ein. Die Entwicklung des Jensen-Healey war schließlich ein Joint Venture zwischen Donald Healey, seinem Sohn Geoffrey und Jensen Motors.

## Das Design
Der Jensen-Healey wurde zunächst als kleiner zweisitziger Roadster mit Stoffverdeck angeboten. Wahlweise war auch ein Hardtop erhältlich. Im Zuge der Modellpflege zum Jensen-Healey Mk. 2 wurde neben technischen Änderungen auch das Interieur überarbeitet und der Sportwagen erhielt größere Stoßfänger aus Kunststoff, die den amerikanischen Richtlinien entsprachen. Heute wird die erste Serie des Jensen-Healey als Mk. 1 bezeichnet. Kurz vor dem Konkurs von Jensen Motors im Jahr 1976 wurde auf Basis des Jensen-Healey der Jensen GT vorgestellt. Das zweisitzige Kombi-Coupé steht in der Tradition der Shooting Brakes im Stile des Schneewittchensargs Volvo P1800 ES, dessen Basis, der Volvo P1800, bis 1963 bei Jensen gefertigt wurde. Da sich Donald Healey zu der Zeit bereits aus dem Geschäft zurückgezogen hatte, musste Jensen auf den Zusatz Healey verzichten.

## Die Technik
Während der Entwicklung wurde der Einsatz ganz unterschiedlicher Motoren getestet. In der Diskussion standen Aggregate von Ford, BMW, Saab und Porsche. Letztlich wurde der neue Lotus-907-Vierzylindermotor mit 1973 Kubikzentimetern Hubraum gewählt, der ab 1976 auch im Lotus Esprit eingesetzt werden sollte. Der Motor mit zwei obenliegenden Nockenwellen (OHC-Ventilsteuerung), 16 Ventilen und zwei Dell’Orto-Vergasern (für den amerikanischen Markt wurden Strombergvergaser verwendet) leistet im Jensen-Healey 144 PS, genug für eine Höchstgeschwindigkeit von über 190 km/h und eine Beschleunigung in 8,7 Sekunden von null auf 60 Meilen.
Das Viergang-Schaltgetriebe des Mk. 1 von Chrysler wurde im Mk. 2 durch ein Fünfganggetriebe von Getrag ersetzt.
Auch bei Fahrwerk und Bremsen vertraute man auf den Einsatz bewährter Technik. Die Vorderachse mit Doppelquerlenkern und Schraubenfedern kam ebenso vom Vauxhall Firenza wie die hintere Starrachse mit Schraubenfedern, das Lenkgetriebe sowie die hintere Bremsanlage. Lediglich die vordere Bremsanlage stammt aus dem Triumph Spitfire.

## Technische Probleme
Gerade die ersten Fahrzeuge der neuen Baureihe hatten technische Probleme, die jedoch im Rahmen der Modellpflege weitgehend behoben werden konnten. Ölverlust des Motors aufgrund schlechter Dichtungen, aber auch eine schlechte Verarbeitung der Karosserie prägten den Ruf als unzuverlässiges Auto. Typisch für die englischen Sportwagen der 1960er und 1970er Jahre ist auch die Rostanfälligkeit der gesamten Karosserie.

## Modellvarianten, Stückzahlen und Preise
- Jensen-Healey Mk. I (03/1972–05/1973): 3357 Fahrzeuge
- Jensen-Healey Mk. II (08/1973–08/1975): 7146 Fahrzeuge
- Jensen GT (09/1975–05/1976): 511 Fahrzeuge

Von diesen 11.014 Fahrzeugen wurden nur 39 in Deutschland verkauft. Der Verkaufspreis lag bei etwa 27.000 DM. Zum Vergleich: Ein Golf I kostete 1974 etwa 8.000 DM, ein Mercedes 450 SL etwa 38.000 DM und ein Jensen Interceptor Cabriolet 80.000 DM.
Auf dem Oldtimermarkt bewegen sich die Preise für einen fahrbereiten Jensen-Healey je nach Zustand zwischen 5.000 und 18.000 Euro.

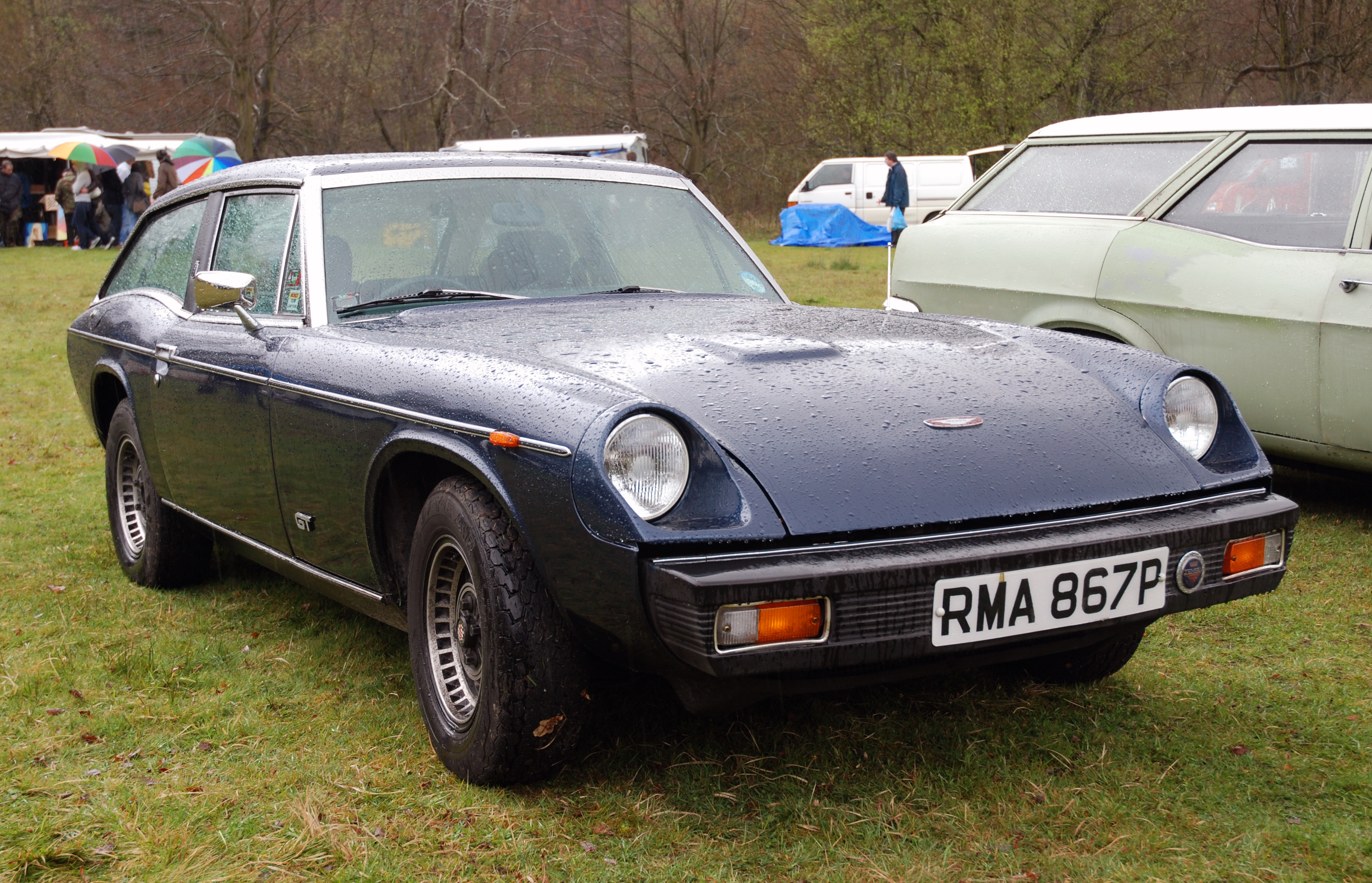
Jensen GT (1975–1976)
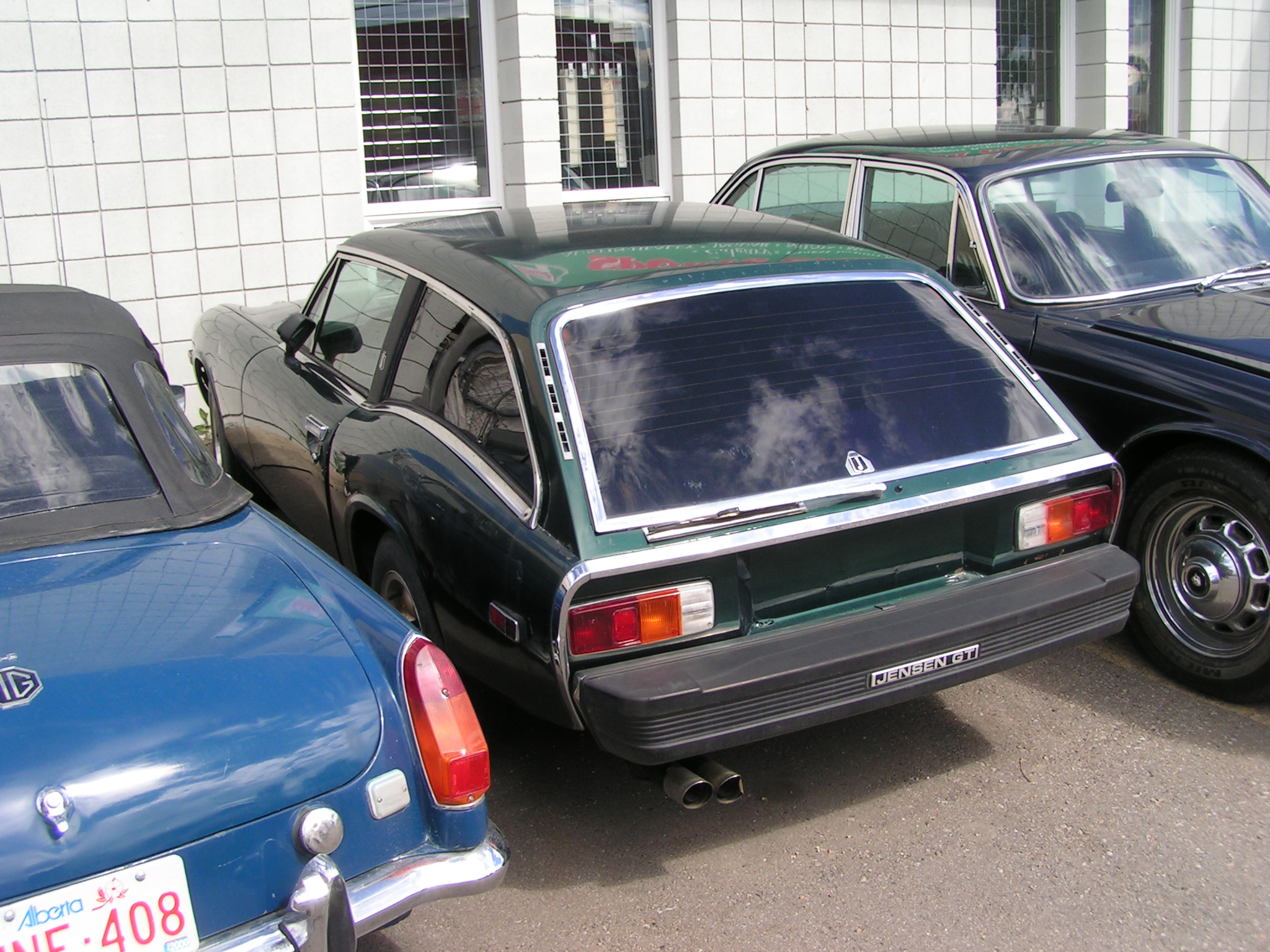
Heckansicht
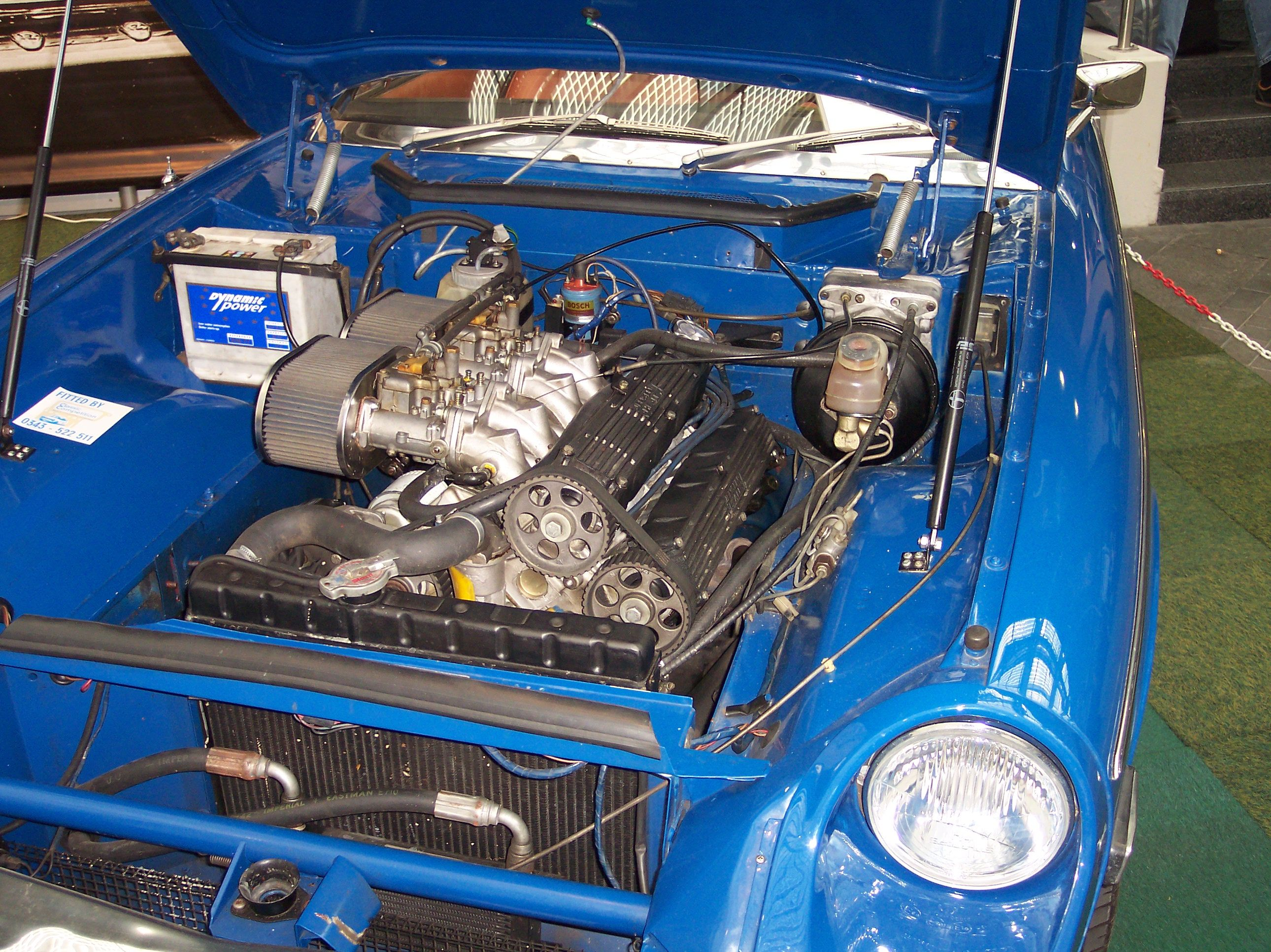
Blick auf den von Lotus gebauten Motor